# AMBO-csővezeték
Az AMBO egy tervezett csővezeték, amely Burgaszból, a bulgáriai fekete-tengeri kikötőből szállítana kőolajat Észak-Macedónián keresztül az albán Vlora kikötőbe.

## Története
Megépítésének ötlete már 1993-ban felmerült. 2004. december 27-én Albánia, Macedónia és Bulgária miniszterelnökei politikai deklarációt írtak alá a csővezetékről, majd a három ország egyetértési nyilatkozatot írt alá.
2006. október 30-án Albánia és Macedónia protokollt írt alá arról, hogy a vezeték Stebleve falunál lép be Albániába és Lakaica falunál Macedóniába. Még 2006-ban Bulgária és Macedónia hasonló protokollt írt alá.
2007. január 31-én a három ország konvenciót írt alá az AMBO megépítéséről és üzemeltetéséről. Ezt a dokumentumot mind a három ország parlamentje ratifikálta.

## Leírása
A 894 kilométer hosszú AMBO célja, hogy olyan útvonalat biztosítson az orosz és kaszpi-tengeri olaj szállítására, amely elkerüli a Török-szorosokat, ahol a rossz időjárás miatt gyakran elakadnak a nyugat felé tartó tankhajók.
Megépítése mintegy másfélmilliárd dollárba kerülne és a tervek szerint napi 750 ezer hordó kőolajat szállíthatna. Négy szivattyúállomást terveznek, kettőt Bulgáriában és egyet-egyet Macedóniában és Albániában. A tervek szerint a vezeték 2011-re léphet működésbe.

## Projektcég
A vezetéket az Amerikai Egyesült Államokban bejegyzett Albanian Macedonian Bulgarian Oil Corporation (AMBO) építi és működteti majd. A projektet támogatja az amerikai kormány, amely a megvalósíthatósági tanulmány elkészítését is finanszírozta.

## Más projektek
Más projektek (amelyek nem versengnek az AMBO-val, mert más piacokat szolgálnak ki) a Burgasz–Alekszandroupolisz-kőolajvezeték és a romániai Konstancát az olaszországi Trieszttel a tervek szerint majdan összekötő Pán-európai csővezeték. A Burgasz–Alekszandroupolisz-kőolajvezetéknél az AMBO hosszabb és drágább, de a védett, mély vizű, minden időjárásban használható Vlore nagyobb tankereket fogadhat, mint Alekszandroupolisz.

## Külső hivatkozások
- AMBO Pipeline: A reason for US interest in the Balkans?![halott link]
- The Oil factor in Kosovo independence